# Дружба (Криворожский район)
Дружба (укр. Дружба) — село,
Чкаловский сельский совет,
Криворожский район,
Днепропетровская область,
Украина.
Код КОАТУУ — 1221887703. Население по переписи 2001 года составляло 234 человека.

## Географическое положение
Село Дружба находится в 2-х км от берега Карачуновского водохранилища,
в 2-х км от Грузская Григоровка.